# Захоплення Стрия ОУН у 1939 році
49°15′ пн. ш. 23°51′ сх. д. / 49.25° пн. ш. 23.85° сх. д.
Захоплення Стрия ОУН в 1939 році — захоплення міста Стрий під час Вересневої кампанії, в ніч з 12 на 13 вересня 1939 року, групами ОУН та українськими жителями міста та околиць.

## Хід подій
12 вересня 1939 року Стрий зазнав потужних бомбардувань Люфтваффе. Щоб уникнути втрат, польське командування ввечері евакуювало з міста 102-й охоронний батальйон, а також відійшов персонал поліції. Військо залишило варту лише перед казармами та військовими складами.
Цим скористалися звільнені з місць позбавлення волі, розпочавши пограбування залишеного майна. Виникла анархія дозволила збройним групам ОУН захопити місто. Проте спроба захопити склад палива на залізничній станції у Стрию провалилася, її відбили охорона та озброєні залізничники.
Почувши про заворушення, які загрожували серйозним замішанням у тилу воюючих польських військ, командування групи «Стрий» вранці 13 вересня видало наказ про гарнізон міста (головним чином похідним батальйоном 49-ого гуцульського стрілецького полку) і взяти ситуацію під контроль. Бої тривали до кінця доби. Вони закінчилися придушенням повстання, а близько 40 бійців ОУН, захоплених зі зброєю в руках, були розстріляні. За оцінками, в акції брали участь 500—700 повстанців.

## Епілог
17 вересня, дізнавшись про радянську агресію, польські формування відійшли від Стрия до угорського кордону. 22 вересня місто було захоплене військами Червоної Армії. У Стрию почалася перша радянська окупація.